# Surface Links und Deep Links
Die Begriffe Surface Link und Deep Link (deutsch wörtlich „Oberflächenverknüpfung“ und „tiefe Verknüpfung“) werden verwendet, um Hyperlinks zu kategorisieren: Ein Surface Link verweist auf die Eingangsseite einer Internetpräsenz, ein Deep Link verweist hingegen unmittelbar auf eine ganz bestimmte, „tieferliegende“ Unterseite einer Internetpräsenz oder webbasierten Anwendung. Dies kann eine bestimmte Datei, ein einzelner Artikel oder ein offenes Verzeichnis sein.
Der Grund für diese Unterscheidung ist die juristische Diskussion rund um Fragen der Haftung für Hyperlinks. In dieser Hinsicht ist die Bewertung des Einsatzes von Surface Links rechtlich seltener strittig als das Verwenden von Deep Links. Ein Fall, in dem ein Surface Link widerrechtlich, ein Deep Link auf dieselbe Webpräsenz aber rechtskonform wäre, erscheint schwer denkbar. Dieser Artikel beschränkt sich daher auf die spezifischen Aspekte des Einsatzes von Deep Links.
Die beiden Termini stehen in inhaltlichem Zusammenhang mit den Begriffen Surface Web und Deep Web.

## Allgemeine Beschreibung
Die Verwendung von Deep Links ist umstritten, da durch Hotlinking einzelne Webseiten oder Medien (wie zum Beispiel Fotos) per Deep Link aus einem Angebot herausgelöst werden können. Fehlt dann auf einer derartig herausgelösten Seite (oder einem so verlinkten Medium) ein Hinweis auf das Gesamtangebot, können Böswillige unter Umständen die dort enthaltenen Informationen als ihre eigenen ausgeben.
Andererseits sind viele Webangebote unübersichtlich gestaltet und für den Nutzer eine Zumutung, sich zum Teil durch verschachtelte Untermenüs zu klicken. Von daher stellt es insbesondere auch für unerfahrene oder behinderte Benutzer eine Benutzerfreundlichkeit dar, wenn Dritte direkt auf die "entscheidende" Seite verweisen, z. B. auf der ein Vordruck herunterzuladen ist.
Bei der Benutzung von Suchmaschinen ist zu beachten, dass diese in der Regel direkt auf die entsprechenden Unterseiten eines Angebotes verweisen, in denen die gewählten Suchwörter in Seiteninhalt oder Meta-Elementen enthalten sind. Verwendet die entsprechende Seite Frames, kann es zu einem Verlust von Teilen des Designkonzepts einschließlich Navigationselementen und ergänzender Angaben wie Impressum, Urheberrechts-Hinweisen oder Werbung kommen. Um dies zu vermeiden, wird beim Webdesign häufig JavaScript eingesetzt, um von der geladenen Seite aus die korrekte Komplettseitenansicht wiederherzustellen. Viele Fachleute warnen jedoch aufgrund dieser Problematik vor der Nutzung von Frames.
Eine Session-ID wird von vielen Webangeboten verwendet, um Deep Linking komplett zu unterbinden.

## Rechtliche Situation
Der Bundesgerichtshof hat im Paperboy-Urteil vom 17. Juli 2003 festgestellt, dass das Setzen von Deep Links rechtmäßig ist. Weder verstoße es gegen  urheberrechtliche Bestimmungen, noch sei es wettbewerbswidrig. Insbesondere wurde eine unlautere Ausbeutung von Anbieterleistungen durch das Setzen von Deep Links verneint. Ausdrücklich offengelassen hat der BGH allerdings die Frage, ob das Verlinken unter Umgehung technischer Schutzmaßnahmen (offengelassen auch die genaue Bedeutung dieses Begriffs) rechtswidrig ist.
Am 13. Februar 2014 hat der EuGH im Fall Svensson in ähnlicher Weise entschieden (Az. Rs. C-466/12).
In einem Urteil des BGH vom 10. November 2010 wurde das Umgehen von Maßnahmen zur Zugriffsbeschränkung, wie etwa Session-IDs, als Urheberrechtsverletzung gewertet.